# Lobularia maritima
Lobularia maritima (sin. Alyssum maritimum; nombre común  aliso de mar o  Alyssum del nombre del género en el que estuvo anteriormente clasificado) es una especie perteneciente a la familia de las brasicáceas.

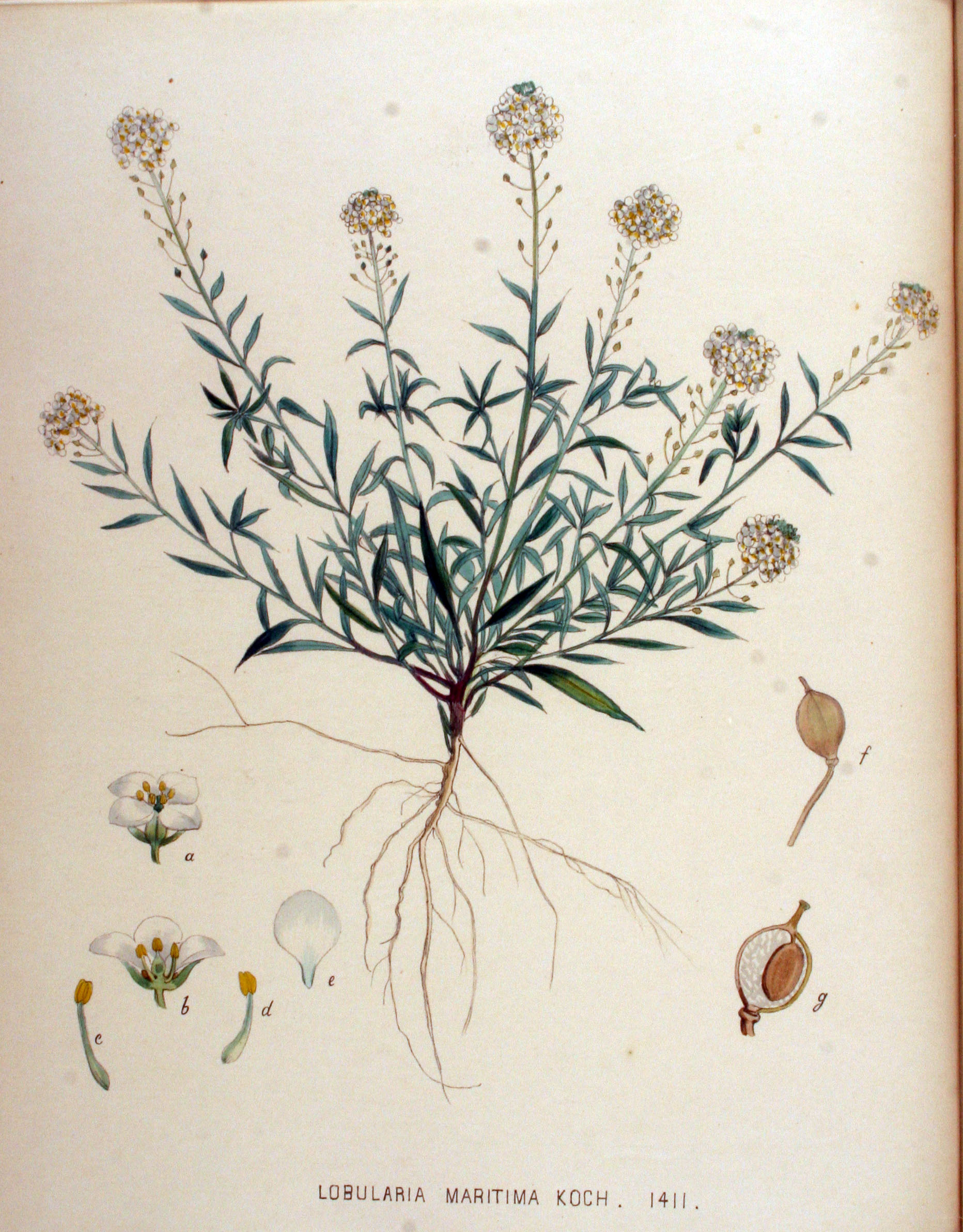
Ilustración

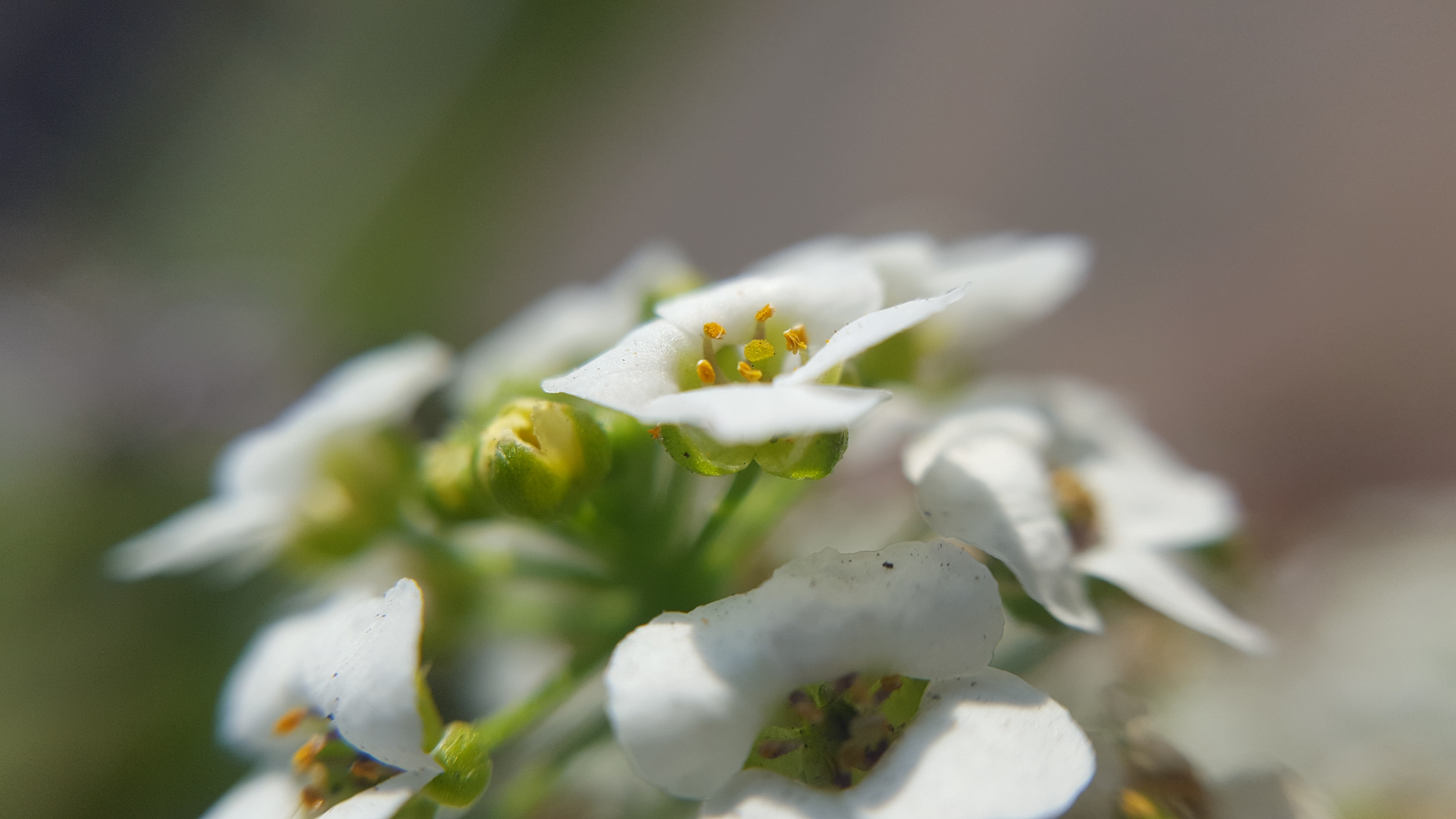
Detalle de las flores

## Descripción
Es una planta anual o perenne de corto periodo vegetativo en climas cálidos, que alcanza de 10 a 30 cm de altura. 
Hierba débilmente lignificada en la base, de pequeñas hojas lineares y de color blanquecino porque están cubiertas de pelos, de 1 a 4 cm de longitud y 3 a 5 mm de anchura, ovales a lanceoladas, con los bordes enteros. 
Desarrolla una inflorescencia con numerosas y diminutas flores blancas o violetas (dependiendo de la variedad), con cuatro pétalos, que cubren toda la planta. Las flores tienen una dulce fragancia a miel y se producen a lo largo de toda la estación de desarrollo, o a lo largo de todo el año en las zonas libres de heladas invernales. Las inflorescencias se van alargando a medida que las flores se van abriendo y fecundando. 
Los frutos maduros son muy característicos porque, tras la caída de las semillas, persiste un replo de forma casi circular. 

Existen numerosos cultivares.

## Distribución y hábitat
Nativa de la región Mediterránea y de la Macaronesia (Islas Canarias, Azores).
Está ampliamente distribuida, desde zonas costeras hasta media o alta montaña; en la península ibérica, se describe en las zonas altas de Sierra Nevada. Este último aspecto se debe a la afinidad por los márgenes de caminos. También se encuentra ampliamente naturalizada a lo largo de las regiones templadas del mundo.

## Cultivo y usos
En jardinería se utiliza como planta de rocalla o tapizante, debido a la facilidad de germinación de las semillas y a su poca altura. Su periodo de plantación es a principios de primavera y requieren pocos cuidados cuando se desarrollan. Florecen con más fuerza si se les retiran las flores ya marchitas.
Se sitúa a pleno sol aunque tolera media sombra y es resistente al calor y a la sequía. Las plantas con flores de colores oscuros se adaptan mejor a los climas más fríos. 
En herboristería es usada como diurético, ayuda a eliminar cálculos renales.

## Taxonomía
Lobularia maritima fue descrita por (L.) Desv. y publicado en Journal de Botanique, Appliquée à l'Agriculture, à la Pharmacie, à la Médecine et aux Arts 3(4): 162. 1814[1815]
Sinonimia
- Alyssum maritimum (L.) Lam.
- Alyssum murcicum Sennen
- Alyssum odoratum hort.
- Alyssum strigulosum (Kuntze) Amo
- Clypeola maritima L. basónimo

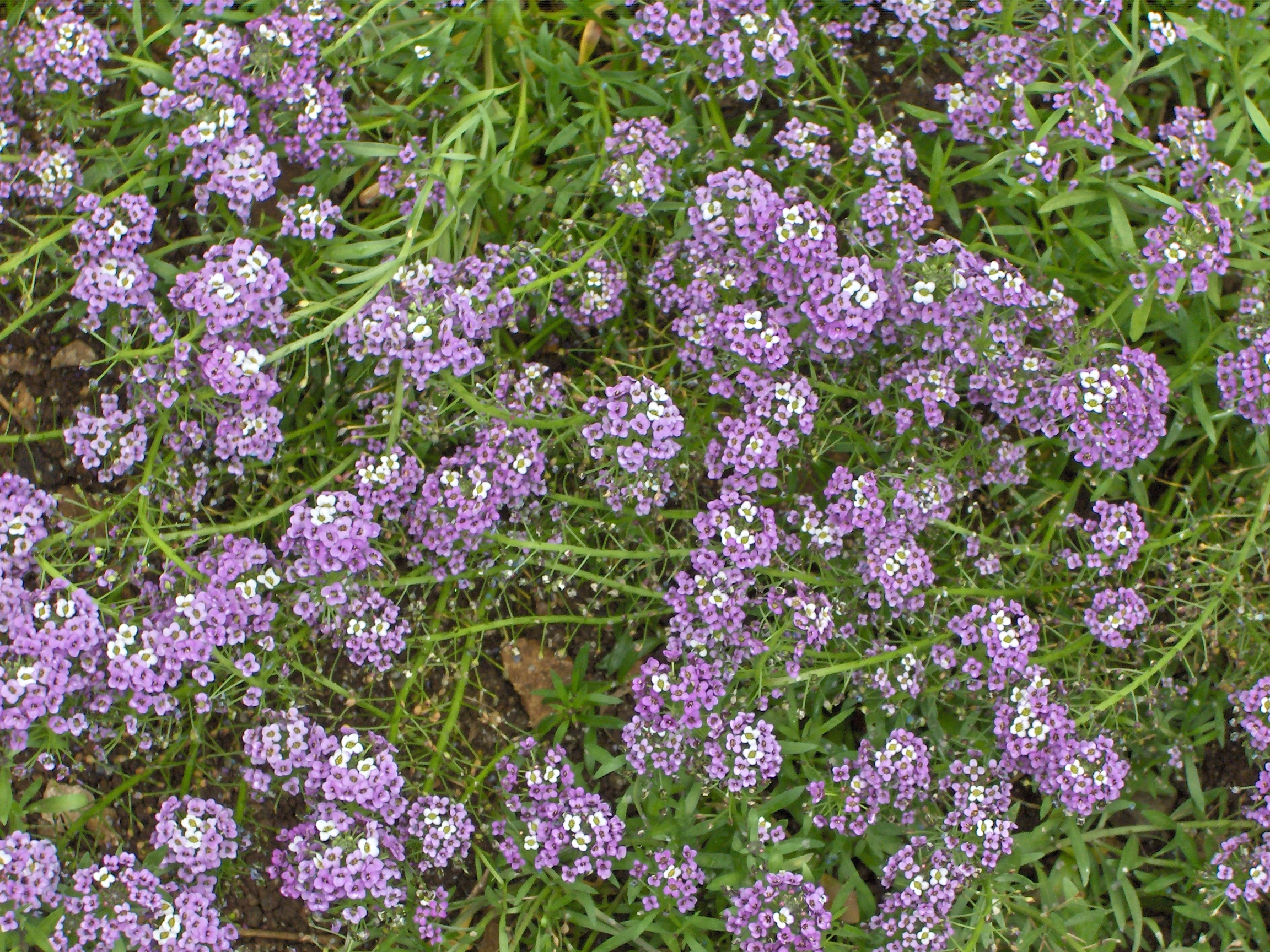
Un cultivar con flores de color violeta claro.

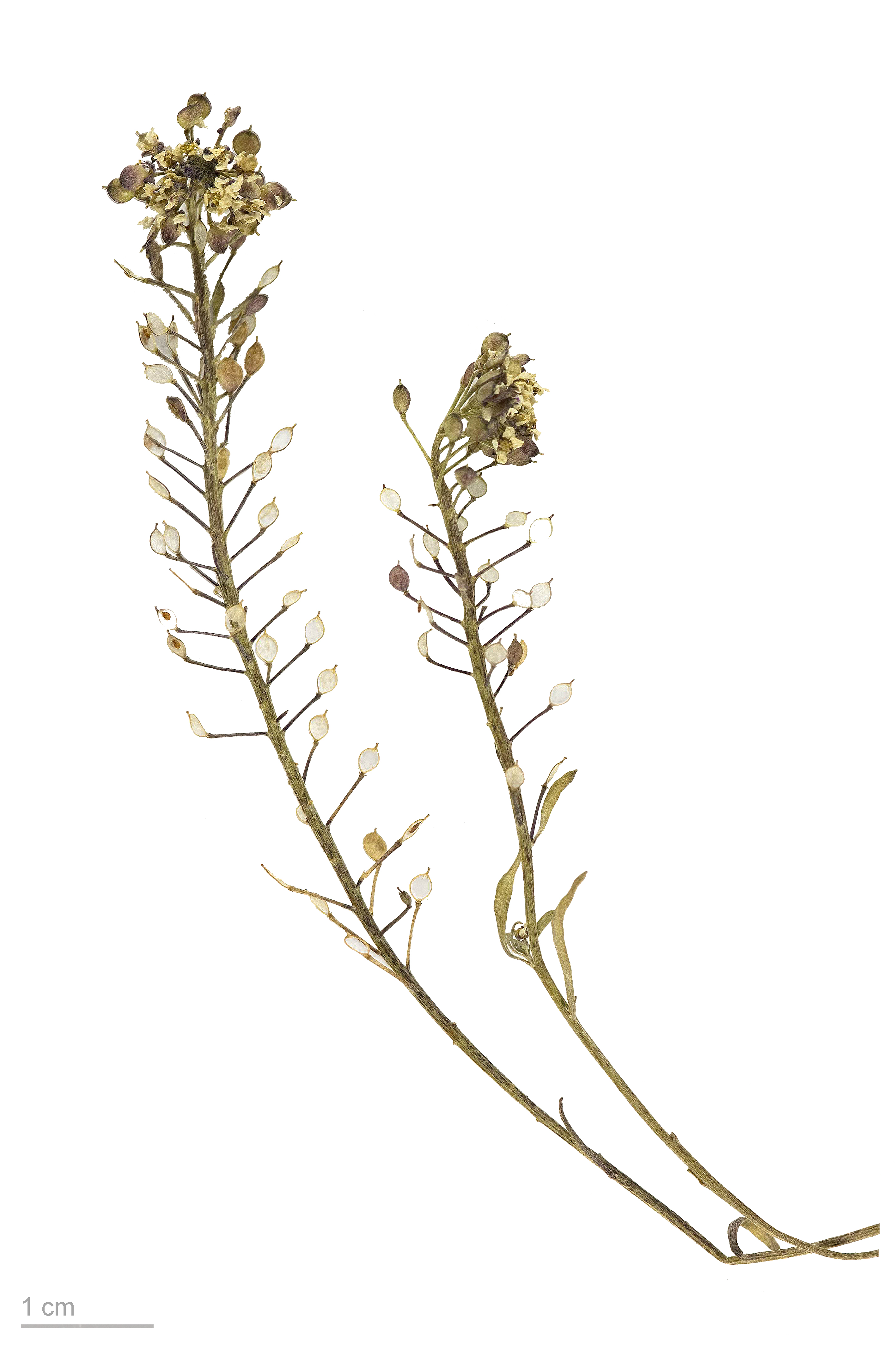
Lobularia maritima

- Koniga maritima (L.) R. Br. in Denham & Clapperton
- Koniga strigulosa (Kuntze) Nyman
- Lobularia strigulosa (Kuntze) Willk. in Willk. & Lange
- Ptilotrichum strigulosum Kunze[4]

- Adyseton halimifolium Link
- Adyseton maritimum (L.) Link
- Adyseton orbiculare Bubani
- Alyssum halimifolium L.
- Anodontea halimifolia (DC.) Sweet
- Clypeola halimifolia Link
- Draba maritima (L.) Lam.
- Glyce maritima (L.) Lindl.
- Koniga halymifolia Rchb.
- Lobularia halimifolia Steud.
- Lobularia halimifolia Bluff, Nees & Schauer
- Lunaria halimifolia All.
- Octadenia maritima (L.) Fisch. & C.A.Mey.[5]

## Nombres comunes
aliso de mar, aliso albar, barba blanca, broqueletes anchos, broqueletes de dama, broqueletes de plata, herba blanca, flor de miel, hierba blanca, mastuerzo, mastuerzo marino, mastuerzo marítimo, espuma de leche (Argentina), proqueletesoqueletes de dama, proqueletes de plata, siempre en flor.

## Curiosidades
La planta originaria de las islas Azores, fue descubierta por el botánico inglés Nicholas Culpeper en el año 1649 el cual escogió un ejemplar sano para sus posibles usos medicinales. En todos sus viajes marítimos Nicholas Culpeper llevaba el ejemplar ya que descubrió que dicha planta servía para apaciguar los cálculos renales que era una afección muy común en los viajes marítimos debido a las dietas ricas en sodio. En una de sus paradas en las islas Columbretes el botánico se dio cuenta de que la planta se estaba muriendo y optó por plantar dicho ejemplar en una de las islas.
En 1762 otro botánico francés en una parada efectuada por la reparación de su barco en las islas Columbretes se dio cuenta de que la especie había mutado adaptándose al clima de dichas islas, este ejemplar lo nombre Lobularia maritima columbretensis especie que solo crecería en estas islas tras un estudio de la geomorfología del terreno. Dicha especie se encuentra todavía coexistiendo con el mastuerzo marítimo.
En 1895 se editó en Praga el libro "Columbretes" de Ludwig Von Salvator, la primera monografía sobre la flora y fauna de la isla, en la cual está escrita la frase "El jardín es la arquitectura del alma", frase muy utilizada por Nicholas Culpeper.